# Polystichum × pseudosemifertile
Polystichum × pseudosemifertile là một loài dương xỉ trong họ Dryopteridaceae. Loài này được Nakaike & V.L.Gurung mô tả khoa học đầu tiên năm 1988.
Danh pháp khoa học của loài này chưa được làm sáng tỏ. 